# The Horse's Mouth
The Horse’s Mouth  (Brasil: Maluco Genial  ) é um filme britânico, de 1958, do gênero comédia, dirigido por Ronald Neame,  roteirizado por Alec Guinness, baseado no livro de Joyce Cary , música de Kenneth V. Jones.

## Sinopse
Um excêntrico pintor, não mede esforços na busca de imagens extraordinárias, para realizar sua tela perfeita, uma super espetacular obra de arte.

## Elenco
- Alec Guinness ....... Gulley Jimson
- Kay Walsh ....... Dee Coker
- Renee Houston ....... Sara Monday
- Mike Morgan ....... Nosey
- Robert Coote ....... Sir William Beeder
- Arthur Macrae ....... A.W. Alabaster
- Veronica Turleigh ....... 	Lady Beeder
- Michael Gough ....... Abel
- Reginald Beckwith ....... Capitão Jones
- Ernest Thesiger ....... Hickson
- Gillian Vaughan ....... Lollie